# Pseudohadronotus
Pseudohadronotus är ett släkte av skalbaggar. Pseudohadronotus ingår i familjen vivlar.
Kladogram enligt Catalogue of Life:
| Pseudohadronotus | \| \| Pseudohadronotus hauseri \| \| \| \| |
|                  | \| \| Pseudohadronotus hauseri \| \| \| \| |
|                  | Pseudohadronotus hauseri                   |
|                  |                                            |